# Tigillava
Tigillava (łac. Tigillavensis) – stolica historycznej diecezji w Cesarstwie rzymskim w prowincji Numidia. Współcześnie identyfikowana z okolicą Mechta-Djillaoua w północnej Algierii. Obecnie katolickie biskupstwo tytularne. W latach 2009–2012 biskupem Tigillavy był ówczesny biskup pomocniczy tarnowski Andrzej Jeż. Od 2013 biskupstwo to obejmuje ks. bp Stanisław Salaterski, biskup pomocniczy tarnowski.

## Biskupi tytularni
| Lp. | Biskup                                  | Funkcja                                                  | Od                   | Do               |
| --- | --------------------------------------- | -------------------------------------------------------- | -------------------- | ---------------- |
| 1   | António Ribeiro                         | biskup pomocniczy Bragi (Portugalia)                     | 3 lipca 1967         | 10 maja 1971     |
| 2   | Józef Marek                             | biskup pomocniczy wrocławski                             | 1 listopada 1973     | 3 marca 1978     |
| 3   | Anthony Thannikot                       | biskup pomocniczy Verapoly (Indie)                       | 19 grudnia 1978      | 24 lutego 1984   |
| 4   | Francisco José Pérez y Fernández-Golfin | biskup pomocniczy Madrytu (Hiszpania)                    | 20 marca 1985        | 23 lipca 1991    |
| 5   | Wolodymyr Walter Paska                  | biskup pomocniczy obrządku ukraińskiego Filadelfii (USA) | 24 stycznia 1992     | 16 sierpnia 2008 |
| 6   | Andrzej Jeż                             | biskup pomocniczy tarnowski                              | 20 października 2009 | 12 maja 2012     |
| 7   | Stanisław Salaterski                    | biskup pomocniczy tarnowski                              | 14 grudnia 2013      |                  |